# Sphecodes cephalotes
Sphecodes cephalotes är en biart som beskrevs av Meyer 1920. Sphecodes cephalotes ingår i släktet blodbin, och familjen vägbin. Inga underarter finns listade i Catalogue of Life.